# Организация за черноморско икономическо сътрудничество
Организацията за черноморско икономическо сътрудничество (съкратено ОЧИС) е междудържавна икономическа организация за сътрудничество в региона на Черно море. Бива определяна и като „икономическа организация от регионален тип“, „икономическо обединение на държави от Черноморския регион“, а може да се срещне и под наименованията „Пакт за черноморско икономическо сътрудничество“ (ПAЧИС), „Зона за черноморско икономическо сътрудничество“ (ЗЧИС).
На 25 юни 1992 г. държавните глави и премиерите на 11 страни подписват в Истанбул обща декларация, чрез която се създава ОЧИС. Създадена по инициатива на Турция. Започва своето съществуване като уникален и обещаващ модел на многостранна политическа и икономическа инициатива.
Нейната задача е да служи като уникален модел за многостранна политическа и икономическа инициатива, която да хармонизира действията на страните-членки, да осигури мира, сигурността и развитието на черноморския регион в духа на приятелските взаимоотношения.
Официално сферите на сътрудничество в ОЧИС са:
- търговия и икономическо развитие;
- банков и финансов сектор;
- комуникации;
- енергетика;
- транспорт;
- селско стопанство и хранително-вкусова промишленост;
- здравеопазване и фармацевтика;
- защита на околната среда;
- туризъм;
- наука и технологии;
- обмен на статистически данни и икономическа информация;
- сътрудничество между митническите и други гранични власти;
- контакти между хората;
- борба с организираната престъпност, нелегалното пренасяне на наркотици, оръжия и радиоактивни материали, с всички прояви на тероризъм и с нелегалната миграция.

Турция е председател на организацията за периода май 2007 до януари 2008 г. България е била председател на ОЧИС от 1 ноември 2009 г. до 30 април 2010 г. Централата на ОЧИС – постоянният международен секретариат – е учредена в Истанбул през март 1994 г.
Членството в ОЧИС не е ограничено само до страни, имащи териториални води в Черно море: Албания, Армения, Азербайджан, Гърция, Молдова и Сърбия нямат брегова линия по Черно море. С приемането на държавата Сърбия и Черна гора през април 2004 г. организацията има 12 страни-членки.

## Страни-членки
Основатели са:
- Албания
- Армения
- Азербайджан
- България
- Грузия
- Гърция
- Молдова
- Румъния
- Русия
- Турция
- Украйна

Други държави членки
- Сърбия

Кандидат-членки
- Кипър1
- Черна гора1

1 Кипър и Черна гора кандидатстват за членство в организацията, но присъединяването им е блокирано съответно от Турция и Гърция поради деликатните отношения помежду им.

## Наблюдатели
Държави със статут на наблюдатели са:
- Беларус
- Хърватия
- Чехия
- Франция
- Германия
- Израел
- Италия
- Полша
- Словакия
- Тунис
- САЩ
- Австрия
- Египет

Организации със статут на наблюдатели са:
- Международен черноморски клуб
- Energy Charter Secretariat
- Черноморска комисия
- Европейска комисия

## Изграждане
| Година         | Събитие |
| -------------- | --- |
| 25 юни 1992    | Министър-председателите на 11 страни подписват в Истанбул Декларацията на срещата на високо равнище и Босфорския бюлетин, с които се основава Организацията за черноморско икономическо сътрудничество. Членството не е ограничено до страни, които имат излаз на Черно море. Създаден е Бизнес съвет на организацията (Business Council BSEC BC) със седалище в Истанбул. |
| Октомври 1993  | Създадена е Парламентарна асамблея на организацията (Parliamentary Assembly of the BSEC, PABSEC), със седалище в Истанбул. Основна цел – развитие на връзките в рамките на организацията. Създаден е Координационен център за размяна на статистически данни и Иикономическа информация на организацията, в рамките на Държавния институт за статистика на Турция, разположен в Анкара. |
| 10 март 1994   | Основан е управителният център на организацията – Постоянен международен секретариат (BSEC PERMIS) със седалище в Истанбул. |
| 30 юни 1994    | Подписано е споразумение между страните-членки за създаване на Черноморска банка за търговия и развитие. |
| 1995           | Започва дейността на т. нар. „Тройка“ – консултативен механизъм, в който участват бившият, настоящият и бъдещият председатели на Секретариата. |
| 24 януари 1997 | Взето е решение за промяна на статута на Черноморската банка за търговия и развитие, която става филиал на Организацията, със седалище в Солун и започва да функционира през 1999 г. Това е самостоятелна единица, която е финансов стълб на ОЧИС. За разлика от Международния валутен фонд и други финансови организации, не прикрепя политически условия за контрол над кредитираните страни. Първоначален капитал – 300 милиона щ. долара, понастоящем оперира с около 4,2 млрд. долара. |
| 5 юни 1998     | На среща на високо равнище в Ялта е приет Уставът на организацията. Създаден е Международен център за черноморски проучвания (International Center for Black Sea Studies, ICBSS). Това е нетърговска организация със седалище в Атина. |
| 30 април 1999  | Приет е Допълнителен протокол към Устава за привилегиите и имунитета на организацията. |
| 1 май 1999     | Влиза в сила Уставът на организацията, с който създаденото през 1992 г. сдружение придобива статус на международна организация, пълноправна регионална икономическа организация. |
| 27 април 2001  | Съветът на министрите на външните работи на страните-членки приема Икономически план, който се отъждествява с пътна карта за бъдещото развитие на организацията. Очертани са необходимите действия за посрещане на бъдещите предизвикателства. |
| 2003           | Основан е Фонд за развитие на проекти. |
| Април 2004     | С приемането на Сърбия страните-членки на организацията стават 12. |
| 25 юни 2004    | Приет е член 24 от Устава на организацията, съгласно който Международният център за черноморски проучвания става филиал на организацията. |
| 26 юни 2012    | На среща на високо равнище, посветена на 12-годишнината на организацията, е приет нов икономически план, ориентиран към засилено партньорство в 17 области на действие. |

## Структура
| Компоненти                                                       | Функции |
| ---------------------------------------------------------------- | --- |
| Съвет на министрите на външните работи на страните-членки (CMFA) | Постоянен орган, който главно взема решения относно: функциониране на Организацията и помощните органи; членството в Организацията и статута на наблюдател и на двустранен партньор. Провежда редовно сесии и срещи на високо равнище. Сесиите се провеждат 2 пъти годишно – през май/юни или ноември/декември. Допълнителни срещи могат да бъдат свикани по молба на 1 или повече страни-членки, при консенсус на останалите членове на Организацията. |
| Комитет на старшите длъжностни лица (CSO)                        | Подчинен на Съвета на министрите на външните работи, упълномощен със съответни функции и отговорности, за да осъществява дейностите на организацията. |
| Председателство (Chairmanship)                                   | Сменя се на 6 мес., от 1 януари и от 1 юли, на ротационен принцип, по азбучен ред (на английската азбука), измежду страните-членки. Длъжността председател се заема от министъра на външните работи на страната, поела поредната сесия председателство, или от всеки друг министър, определен за този пост от правителството на въпросната страна. |
| Постоянен международен секретариат (PERMIS)                      | Разположен в Истанбул. Представян от главен секретар. Работи под ръководството на председателя. |
| „Тройка“                                                         | В групата участват предишният, настоящият и следващият председатели или техни представители. Събират се по молба на действащия председател, за обмяна на мнения по текущи или предстоящи дейности на Организацията, както и по въпроси, свързани с връзките с други организации и институции. |
| Спомагателни органи                                              | Работни и експертни групи, комитети и служби, основани от Съвета на министрите или намиращи се под негово разпореждане, които действат по време на определения им мандат. |

## Договори и споразумения
| Дата             | Събитие |
| ---------------- | --- |
| 15 април 1998    | В Сочи е подписано „Споразумение между правителствата на страните-членки на Организацията за черноморско икономическо сътрудничество за съвместни действия при оказване на спешна помощ и спешни действия в случай на природни действия и катастрофи“. Допълнителен протокол към споразумението е приет на 20.10.2005 г. в Киев.                                                         |
| 5 юни 1998       | В Ялта е приет Уставът на Организацията. На 25.06.2004 г. е приет новият член 24 от Устава, с който Центърът за черноморски проучвания става филиал на Организацията. |
| 2 октомври 1998  | В Лозенград е подписано „Споразумение между правителствата на страните-членки на Организацията за черноморско икономическо сътрудничество за борба с организираната престъпност във всяка нейна форма“. Допълнителен протокол към споразумението е приет на 15.03.2002 г. в Киев, а на 03.12.2004 г. в Атина е приет допълнителен протокол към същото споразумение за борба с тероризма. |
| 30 април 1999    | Към Устава е приет Допълнителен протокол за привилегиите и имунитета. |
| 6 март 2002      | В Киев е приет „Меморандум за подобряване на пътищата за транспортиране на стоки в региона на Организацията“. |
| 19 април 2007    | В Белград са приети меморандуми за развитие на шосейната мрежа в региона и за координирано изграждане на Черноморска кръгова магистрала, както и Меморандум за сътрудничество между Дипломатическите академии и министерствата на външните работи на страните-членки на Организацията.                                                                                                   |
| 23 октомври 2008 | В Тирана са подписани споразумения за опростяване на визовите процедури за шофьорите на камиони и за бизнесмени от страните-членки на Организацията. |

## Принципи и цели
Основните принципи, залегнали в Босфорската декларация, са свързани с изграждането на демократична и правова държава, спазването на човешките права и свободи, либерализация на икономиката и социална справедливост. Основна цел е осигуряването на съдействие за по-добро стопанско развитие на страните-членки на ОЧИС. Те поемат задължението да се подпомагат активно чрез създаване на благоприятни икономически условия – свободни икономически зони, облекчаване на режимите на пътуване и стимулиране на обмена на стоки и услуги между държавите.

## Международни връзки
| Организация                      | Документ |
| -------------------------------- | --- |
| Организация на обединените нации | - Организацията има статут на наблюдател в Общото събрание на ООН; - Споразумение за сътрудничество в областта на околната среда и транспорта; - Присъединителен проект „Черноморска търговия и поддържаща инвестиционна програма“; - Дружеско споразумение за сътрудничество в областта на поддържащите инвестиции, енергетиката, малките и средни предприятия, развитие на човешките ресурси, индустриалната статистика и околната среда; - Проект за институционална подсилване на търговията със селскостопански продукти; - Проектоконцепция за поощряване на развитието на пчеларството сред семействата с ниски доходи |
| Европейски съюз                  | - Платформа за сътрудничество, приета през 1999 г. в Тбилиси; - Документ за двустранни действия между Организацията и Съюза, приет през 2007 г. в Истанбул; - Черноморска синергийна инициатива, Брюксел, 2007; - Декларация за сътрудничеството в областта на енергетиката, Киев, 2008. |
| Евразийска икономическа общност  | - Меморандум за споразумение. |

Организацията за черноморско икономическо сътрудничество (ОЧИС) поддържа тесни връзки с Европейски съюз, Европейска банка за възстановяване и развитие (ЕБВР), Европейска инвестиционна банка (ЕИБ), Централноевропейската инициатива ЦЕИ, Балтийският икономически съюз, Организацията за сигурност и сътрудничество в Европа (ОССЕ), Пактът за стабилност в Югоизточна Европа (ПСЮИЕ), Меркосур и много други.
Специални отношения ОЧИС поддържа с Организацията на обединените нации и нейната икономическа комисия за Европа (ИКЕ). През месец април 1999 г. ОЧИС получава статут на наблюдател в Общото събрание на ООН.

## Проекти
В разработване е проект за изграждане на завършена цялостна система от международни магистрални пътища по крайбрежието на Черно море. Страните в ОЧИС провеждат и консултации за съгласуване на обща енергийна политика и изграждане на единна електротранспортна мрежа.

## Черноморска банка за търговия и развитие
Черноморската банка за търговия и развитие е международна финансова институция, която е основана на 24 януари 1997 г. Дейността на ЧБТР се регулира от Споразумението за учредяване на Черноморската банка за търговия и развитие, регистрирано в ООН.
Целта на ЧБРТ е да подпомага икономическото развитие на страните от региона и да финансира и насърчава изпълнението на регионални проекти от държавния и частния сектор. Чистата печалба на банката за 2010 г. е 12 млн. евро. Тя разполага с капитал от 3 млрд. специални права на тираж (ок. 3,5 млрд. евро). Централата на банката се намира в Солун, Гърция.
ЧБТР се управлява от Управителен Съвет, Борд на директорите и Президент. В Управителния съвет са представени правителствата на държавите членки (обикновено това са министрите на финансите и/или икономиката, но също и управителите на централните банки). Това е институцията, вземаща решения по делегирането на бюджета, годишните одити на страните, допускането или изключване на членове, официално одобрение на отпусканите средства по трансгранични проекти, както и избор на Президент на Банката. В Борда на директорите всяка държава членка е представена от специалист в областта на финансите. Те отговарят за подбора на проектите, които подлежат на финансиране.
По-конкретно тя финансира преимуществено регионални проекти в приоритетни сектори на икономиката като транспорт, туризъм, телекомуникации, енергетика, инфраструктура; финансира малки и средни предприятия чрез улесняване на отпускането на кредити за такива фирми в държавите членки на ОЧИС; стимулира търговията между фирми от държавите членки на организацията, чрез предекспортно и експортно финансиране, включително и извън района на ОЧИС.